# Edgar Mason
Edgard Federico Mason Villalobos (1953 - Huitzilac, Morelos, 28 de noviembre de 1996) fue un economista y periodista mexicano.

## Biografía
Estudió la carrera de economía en la Universidad Nacional Autónoma de México (UNAM); obtuvo su título y su cédula profesional en 1983. Además de ejercer su profesión e impartir cátedra de economía en la Universidad Panamericana, la Universidad Intercontinental, y el Instituto Tecnológico y de Estudios Superiores de Monterrey (ITESM), se dedicó al análisis económico y político, y al periodismo. Fue columnista en los diarios El Financiero, Novedades, El Norte, El Informador, La Nación (revista mensual oficial del Partido Acción Nacional), la revista semanal mexicana Impacto, y las estadounidenses Background y Weekly Review.
Fue autor de más de quince libros, entre ellos: Luz y sombra del Tratado de Libre Comercio, México y sus mexicanos: Una explicación sobre la idiosincrasia mexicana, La otra crisis que viene, México: crisis y supercrisis.

### Asesinato
El jueves 28 de noviembre de 1996, el columnista fue ultimado mediante un disparo de arma de fuego, en su residencia de Senda Encantadora 24, Fraccionamiento Real de Montecassino, en Huitzilac (al norte de Cuernavaca), estado de Morelos. Un comunicado de prensa de la Procuraduría General de Justicia del Estado de Morelos (PGJEM) señaló que de acuerdo con las primeras investigaciones, el móvil del crimen fue el robo de bienes. Días después, la Sociedad Interamericana de Prensa (SIP) envió una carta al entonces gobernador del estado de Morelos, Jorge Carrillo Olea, en la que solicitó una investigación acerca de las causas del asesinato del periodista.

## Premios y distinciones
- Premio de Economía «Negobank», en 1976.[2]